# Dirk Regel
Dirk Regel (* 1968 in Berlin) ist ein deutscher Regisseur bei Fernsehen und Film. Er arbeitet vorrangig an Filmkomödien für das Fernsehen.

## Leben
Nach seinem Abiturabschluss absolvierte Dirk Regel eine Ausbildung als Filmeditor und als Regieassistent und erlernte anschließend Filmproduktion. Er arbeitete vor allem für das deutsche Fernsehen, beispielsweise Sat. 1 und ARD sowie für das österreichische Fernsehen, beispielsweise für die Folge Wiener Blut für das ORF 1 und hat sich dabei mit verschiedenen Filmgenres auseinandergesetzt. Dirk Regel setzte Kriminalfilme zum Beispiel für die Serien Polizeiruf 110, Der Ermittler, Küstenwache, Die Verbrechen des Professor Capellari und Pfarrer Braun, Liebesfilme, zum Beispiel Wiedersehen in Verona, Krankenhausfilme zum Beispiel für die Serie St. Angela sowie Familienfilme zum Beispiel für die Serie Nesthocker – Familie zu verschenken und Hilfe, meine Schwester kommt! um. Mit dem Märchenfilm Die Bremer Stadtmusikanten verfilmte er eine Vorlage von Grimm. Ferner inszenierte er mehrere Folgen der Serie Edel & Starck.
Beim Film Die Unbeugsamen trat er als Drehbuchautor in Erscheinung.

## Filmografie (Regie)
- 1998: Im Namen des Gesetzes – Franziskas Geheimnis
- 1998: St. Angela – Glückskinder
- 2000: Küstenwache – Tödliche Hochzeit
- 2000: Nesthocker – Familie zu verschenken – Reif für die Insel
- 2000: Küstenwache – Hundstage
- 2000: Die Motorrad-Cops – Hart am Limit – Regenzeit
- 2000: Küstenwache – Das letzte Ufer
- 2000: Nesthocker – Familie zu verschenken – Eine für alle
- 2000: Die Motorrad-Cops: Hart am Limit – Ein schlechter Tag
- 2000: Küstenwache – Piraten auf der Ostsee
- 2001: Küstenwache – Dreieck
- 2001: Küstenwache – Zwischen den Fronten
- 2001: Der Ermittler – Alle für einen
- 2002: Edel & Starck – Der Mantel des Schweigens
- 2002: Edel & Starck – Und ewig lockt der Mann
- 2002: Edel & Starck – Hokus, Pokus, Exitus
- 2003: Die Verbrechen des Professor Capellari – Bittere Schokolade
- 2003: Lottoschein ins Glück
- 2003: Edel & Starck – Muffel und Männer
- 2003: Edel & Starck – Eine fast perfekte Ehe
- 2003: Edel & Starck – Mord ist sein Hobby
- 2003: Mama macht’s möglich
- 2004: Die Verbrechen des Professor Capellari – Ein Toter kehrt zurück
- 2004: Pfarrer Braun – Der Fluch der Pröpstin
- 2004: Pfarrer Braun – Ein verhexter Fall
- 2004: Der Bestseller – Wiener Blut
- 2005: Pfarrer Braun – Adel vernichtet
- 2005: Pfarrer Braun – Bruder Mord
- 2006: Eine Chance für die Liebe
- 2006: Die Unbeugsamen (Regie und Drehbuch)
- 2007: Wiedersehen in Verona
- 2007: Die Gipfelstürmerin
- 2007: Polizeiruf 110 – Tod in der Bank
- 2008: Zwillingsküsse schmecken besser
- 2008: Hilfe, meine Schwester kommt!
- 2009: Bleib bei mir
- 2009: Mein Nachbar, sein Dackel & ich
- 2009: So ein Schlamassel
- 2009: Acht auf einen Streich – Die Bremer Stadtmusikanten
- 2010: Inga Lindström –  Millionäre küsst man nicht
- 2011: Nils Holgerssons wunderbare Reise
- 2012: Mensch Mama! (Fernsehfilm)
- 2013: Unheil in den Bergen
- 2013: Tom Turbo – Von 0 auf 111
- 2014: Winnetous Weiber
- 2015: Ein Sommer in Barcelona
- 2016: Dora Heldt: Wind aus West mit starken Böen
- 2019: Sand unter den Füßen
- 2021: Zum Glück zurück

## Auszeichnungen
- 2002: Deutscher Fernsehpreis (beste Serie) für Edel & Starck (Sat.1, Regie: Dirk Regel, Ulrich Zrenner, Dennis Satin, Jakob Schäuffelen, Matthias Kopp).[2]